# Mikhaïl Làzarev

Mapa de la ruta al voltant de l'Antàrtida en el viatge en què va acompanyar Fabian Gottlieb von Bellingshausen (1819-1821) com a comandant de la nau Mirni.

L'almirall Mikhaïl Làzarev (rus: Михаил Лазарев)  (Vladímir, 3 de novembre de 1788 (Julià) - Viena, 11 d'abril de 1851 (Julià)), nom complet amb patronímic Mikhaïl Petróvitx Làzarev, rus: Михаил Петрович Лазарев, fou un comandant de flota i explorador rus.

## Primers anys
Làzarev va néixer a Vladímir, i era un descendent directe de l'antiga noblesa russa de la província de Vladímir El 1800, es va matricular a l'Escola Naval de Rússia. Tres anys més tard va ser enviat a la flota britànica, on romandria per a una navegació contínua de cinc anys. Del 1808 al 1813, Làzarev serví a la Flota del Bàltic. Va prendre part en la guerra russo-sueca de 1808-1809 i a la Guerra Pàtria de 1812.

## Carrera com a explorador
Làzarev primer va circumnavegar la Terra del 1813 al 1816, a bord del vaixell Suvórov; l'expedició es va iniciar a Kronstadt i va arribar a Alaska. Durant aquest viatge, Làzarev va descobrir l'atol de Suvórov. Com a comandant de la nau  Mirni i amb Fabian Gottlieb von Bellingshausen de segon en el seu creuer pel món durant els anys del 1819 al 1821 (Bellingshausen comandava la Vóstok), Làzarev va participar en el descobriment de l'Antàrtida i nombroses illes. El 28 de gener del 1820 l'expedició va descobrir el continent antàrtic, i s'apropà a la costa de l'Antàrtida a les coordenades 69° 21′ 28″ S, 2° 14′ 50″ O / 69.35778°S,2.24722°O i hi va contemplar els camps de glaç.
Del 1822 al 1825, Làzarev circumnavegà el món per tercera vegada amb la seva fragata Kreyser, i va dirigir una àmplia investigació en els camps de la meteorologia i l'etnografia.

## Comandaments en temps de guerra
El 1826, Làzarev va esdevenir comandant de la nau Azov, que navegaria a la Mediterrània com a vaixell insígnia del Primer Esquadró Mediterrani sota el comandament de l'almirall Login Heiden i va participar en la batalla de Navarino del 1827. Làzarev va rebre el rang de contraalmirall per la seva excel·lència durant la batalla. Del 1828 al 1829 era a càrrec del bloqueig dels Dardanels. El 1830, Làzarev va tornar a Kronstadt i va esdevenir comandant d'unitats navals de la Flota del Bàltic. Dos anys més tard, va ser nomenat Cap d'Estat Major de la Flota del Mar Negre.
Al febrer i juny del 1833, amb un esquadró a les seves ordres, va dirigir una expedició de la flota russa a l'estret del Bòsfor, i va signar el Tractat d'Unkiar Skelessi amb l'Imperi Otomà. El 1833, Làzarev va ser nomenat Comandant de la Flota del Mar Negre, els ports del Mar Negre, i també governador militar de Sebastòpol i Mikolaiv. Al mateix any va ser ascendit a vicealmirall.

## Influència i llegat
L'almirall Làzarev va ser influent en el pla tècnic i com a mentor de joves oficials. Va advocar per la creació d'una flota impulsada per vapor, però l'endarreriment tècnic i econòmic de Rússia va ser un important obstacle per a això. També va instruir diversos dels comandants de la flota russa, incloent Pàvel Nakhímov, Vladímir Kornílov, Vladímir Istomin i Grigori Butàkov.
Diversos llocs han rebut el seu nom en honor de Làzarov, com entre d'altres:
- Làzarevskoie, una zona de la ciutat de Sotxi
- Làzarev, un possiólok del krai de Khabàrovsk a Rússia
- Un atol de Tuamotu anomenat Mataiva en l'actualitat, però batejat originalment com a Lazaroff, a l'oceà Pacífic;
- Badia de Làzarev de l'oceà Antàrtic;
- Una serralada de l'Antàrtida;
- Mar de Làzarev, un mar marginal a l'oceà Antàrtic
- Plataforma de gel Làzarev;
- Les estacions antàrtiques: Làzarev i Novolàzarevskaia;
- Canal Làzarev de l'Antàrtida.
- Un creuer lleuger encarregat per l'Armada Imperial el 1914, completat i rebatejat com a Krasni Kavkaz després de la revolució.
- Els creuer soviètic Almirall Làzarev fou un creuer de la classe Sverdlov construït a la dècada de 1950.
- El creuer de batalla classe Kirov Frunze va passar a dir-se Almirall Làzarev després de la dissolució de la Unió Soviètica.

Làzarev va morir a Viena i està enterrat amb els seus deixebles Nakhímov, Kornilov i Istomin a la Cripta dels Almiralls de Sebastòpol. Un planeta menor, el 3660 Lazarev, descobert per l'astrònom soviètic Nikolai Txernikh el 1978, porta el seu nom.

## Honors i condecoracions
- Orde de Sant Jordi, classe IV
- Orde de Sant Vladímir, primera classe
- Orde de Sant Alexandre Nevski
- Orde de l'Àliga Blanca
- Cavaller de l'Orde del Bany (Regne Unit)
- Orde militar de Sant Lluís (França)